# Пантелей и пугало
«Пантелей и пугало» — советский рисованный мультипликационный фильм 1985 года студии «Союзмультфильм».

## Сюжет
Возле школы стояло Пугало, охранявшее от птиц сад.

В школе на уроках проказничал и хулиганил ученик-двоечник Пантелеев, не хотевший учиться и мечтавший стоять как пугало, ничего не делая. Сбежав на переменке в сад, он надел свою школьную куртку на пугало и стал играть своим портфелем в футбол. Сбитое Пантелеевым яблоко упало на голову пугала и оживило его. Пугало подобрало книги и отправилось учиться в школу. А заигравшийся Пантелеев, как и мечтал, остался стоять вместо пугала…

## Создатели
| автор сценария             | Владимир Алеников                                                                                              |
| текст песен                | Владимира Аленикова, Вадима Зеликовского                                                                       |
| кинорежиссёр               | Леонид Каюков                                                                                                  |
| художник-постановщик       | Елизавета Жарова                                                                                               |
| кинооператор               | Александр Чеховский                                                                                            |
| композитор                 | Татьяна Островская                                                                                             |
| звукооператор              | Владимир Кутузов                                                                                               |
| художники-мультипликаторы: | Виолетта Колесникова, Галина Золотовская, Марина Рогова, Владимир Зарубин, Владимир Шевченко, Антонина Алёшина |
| художники:                 | Нина Николаева, Анна Атаманова, Инна Заруба, Сергей Маракасов                                                  |
| песни исполняют:           | Наталья Ченчик, Е. Делибат, детский хор «Восход».                                                              |
| ассистент режиссёра        | Зинаида Плеханова                                                                                              |
| монтажёр                   | Галина Смирнова                                                                                                |
| редактор                   | Татьяна Папорова                                                                                               |
| директор съёмочной группы  | Лилиана Монахова                                                                                               |

## DVD
2009 год — DVD, дистрибьютор «Крупный план»; звук — русский, Dolby Digital 1.0 Mono; изображение — Standart 4:3 (1,33:1); цвет — PAL.